# Maillebois
Maillebois és un municipi francès, situat al departament de l'Eure i Loir i a la regió de Centre – Vall del Loira. L'any 2007 tenia 988 habitants.

## Demografia

### Població
El 2007 la població de fet de Maillebois era de 988 persones. Hi havia 392 famílies, de les quals 100 eren unipersonals (40 homes vivint sols i 60 dones vivint soles), 132 parelles sense fills, 152 parelles amb fills i 8 famílies monoparentals amb fills.
La població ha evolucionat segons el següent gràfic:
Habitants censats

### Habitatges
El 2007 hi havia 537 habitatges, 395 eren l'habitatge principal de la família, 113 eren segones residències i 29 estaven desocupats. 522 eren cases i 15 eren apartaments. Dels 395 habitatges principals, 309 estaven ocupats pels seus propietaris, 79 estaven llogats i ocupats pels llogaters i 7 estaven cedits a títol gratuït; 2 tenien una cambra, 17 en tenien dues, 69 en tenien tres, 125 en tenien quatre i 182 en tenien cinc o més. 319 habitatges disposaven pel capbaix d'una plaça de pàrquing. A 165 habitatges hi havia un automòbil i a 197 n'hi havia dos o més.

### Piràmide de població
La piràmide de població per edats i sexe el 2009 era:
| Homes | Edats   | Dones |
| ----- | ------- | ----- |
| 0     | 95 o +  | 0     |
| 0     | 90 a 94 | 0     |
| 4     | 85 a 89 | 4     |
| 8     | 80 a 84 | 4     |
| 12    | 75 a 79 | 28    |
| 28    | 70 a 74 | 28    |
| 20    | 65 a 69 | 44    |
| 20    | 60 a 64 | 32    |
| 24    | 55 a 59 | 12    |
| 32    | 50 a 54 | 32    |
| 28    | 45 a 49 | 20    |
| 40    | 40 a 44 | 36    |
| 20    | 35 a 39 | 20    |
| 56    | 30 a 34 | 44    |
| 32    | 25 a 29 | 32    |
| 16    | 20 a 24 | 8     |
| 28    | 15 a 19 | 20    |
| 16    | 10 a 14 | 20    |
| 28    | 5 a 9   | 48    |
| 44    | 0 a 4   | 8     |

## Economia
El 2007 la població en edat de treballar era de 595 persones, 457 eren actives i 138 eren inactives. De les 457 persones actives 417 estaven ocupades (229 homes i 188 dones) i 40 estaven aturades (19 homes i 21 dones). De les 138 persones inactives 48 estaven jubilades, 44 estaven estudiant i 46 estaven classificades com a «altres inactius».

### Ingressos
El 2009 a Maillebois hi havia 380 unitats fiscals que integraven 950 persones, la mediana anual d'ingressos fiscals per persona era de 19.540 €.

### Activitats econòmiques
Dels 27 establiments que hi havia el 2007, 1 era d'una empresa extractiva, 3 d'empreses alimentàries, 2 d'empreses de fabricació d'altres productes industrials, 8 d'empreses de construcció, 5 d'empreses de comerç i reparació d'automòbils, 1 d'una empresa de transport, 1 d'una empresa d'hostatgeria i restauració, 1 d'una empresa d'informació i comunicació, 1 d'una empresa de serveis, 1 d'una entitat de l'administració pública i 3 d'empreses classificades com a «altres activitats de serveis».
Dels 7 establiments de servei als particulars que hi havia el 2009, 2 eren paletes, 1 fusteria, 2 lampisteries i 2 electricistes.
L'únic establiment comercial que hi havia el 2009 era una fleca.
L'any 2000 a Maillebois hi havia 27 explotacions agrícoles que ocupaven un total de 2.583 hectàrees.

## Equipaments sanitaris i escolars
El 2009 hi havia una escola elemental.

## Poblacions més properes
El següent diagrama mostra les poblacions més properes.